# Placówka Straży Granicznej I linii „Żabiny”
Placówka Straży Granicznej I linii „Żabiny” – jednostka organizacyjna Straży Granicznej pełniąca służbę ochronną na granicy polsko-niemieckiej w okresie międzywojennym.

## Geneza
Na wniosek Ministerstwa Skarbu, uchwałą z 10 marca 1920 roku, powołano do życia Straż Celną. Od połowy 1921 roku jednostki Straży Celnej rozpoczęły przejmowanie odcinków granicy od pododdziałów Batalionów Celnych. Proces tworzenia Straży Celnej trwał do końca 1922 roku. Placówka Straży Celnej „Żabiny” weszła w podporządkowanie komisariatu Straży Celnej „Uzdowo” z Inspektoratu SC „Działdowo”.

## Formowanie i zmiany organizacyjne
Rozporządzeniem Prezydenta Rzeczypospolitej Polskiej Ignacego Mościckiego z 22 marca 1928 roku, do ochrony północnej, zachodniej i południowej granicy państwa, a w szczególności do ich ochrony celnej, powoływano z dniem 2 kwietnia 1928 roku  Straż Graniczną.
Placówkę utworzono rozkazem Mazowieckiego Inspektora Okręgowego nr 9 z 25 lipca 1928, korzystając ze zwolnionych etatów placówki II linii „Grudziądz”.
Rozkaz nr 9 z 18 października 1929 roku w sprawie reorganizacji Mazowieckiego Inspektoratu Okręgowego komendant Straży Granicznej płk. Jan Jur-Gorzechowski powołuje komisariat Straży Granicznej „Rybno”, a w nim placówkę Straży Granicznej I linii „Żabiny”.

## Służba graniczna
Sąsiednie placówki:
- placówka Straży Granicznej I linii „Działdowo” ⇔ placówka Straży Granicznej I linii „Wądzyn” − 1929

## Kierownicy/dowódcy placówki
| stopień    | imię i nazwisko | okres pełnienia służby | kolejne stanowisko |
| ---------- | --------------- | ---------------------- | ------------------ |
| przodownik | Ludwik Glanc    | był w 1936             |                    |